# Liste der Naturdenkmale in Gondenbrett
Die Liste der Naturdenkmale in Gondenbrett nennt die im Gemeindegebiet von Gondenbrett ausgewiesenen Naturdenkmale (Stand 4. April 2024).

## Naturdenkmale
| Nr.         | Bezeichnung                  | Lage                                                       | Beschreibung | Bild                                    |
| ----------- | ---------------------------- | ---------------------------------------------------------- | --- | --------------------------------------- |
| ND-7232-515 | Wacholdergebiet Niedermehlen | Niedermehlen, südlich des Ortes; Abteilung Warmendell Lage | degradierende Wacholderheide; flächenhaftes Naturdenkmal ca, 1,3 ha; Teil des Naturschutzgebiets Mehlenbachtal zwischen Gondenbrett und Weinsfeld | Direkt Bild zu diesem Denkmal hochladen |